# Nagy Feró: Hamlet
A Nagy Feró: Hamlet egy 1986-ban megjelent magyar rocklemez, mely William Shakespeare azonos című darabját dolgozza fel zenés formában. A címszerepet Nagy Feró alakítja, a többi szereplő mellett pedig a Beatrice zenekar klasszikus felállása játszik.
Eredetileg csak lemezen jelent meg, 2018-ban a GrundRecords kiadásában digitálisan újrakevert kiadásban CD-n is megjelent, az előzetes kislemez számaival egyetemben.

## Áttekintés
Miután kényszerűségből fel kellett oszlatnia a Beatricét, Nagy Feró az éppen akkor alakuló Bikini énekes-dalszerzője lett. 1985-ben azonban onnan is távozott, és ekkor nekiállt, hogy megvalósítsa régi ötletét, a Hamlet feldolgozását. A projekt megvalósulása előtt már játszott hasonló szerepeket (Laborc az "István, a király"-ban illetve Berger a "Hair"-ben). A munkára Malgot István kérte fel, a Kecskeméti Katona József Színház Mozgásszínházi Tagozata ugyanis szerette volna színpadra vinni a művet és ehhez kerestek zenét. 
A zenei anyagot a régi Beatrice zenészeivel kezdte el írni: Miklóska Lajossal, Lugossy Lászlóval és Donászy Tiborral, majd Trunkos András és Zsoldos Tamás is csatlakozott. A próbákat a Fővárosi Művelődési Házban (akkori nevén Dallos Ida Művelődési Ház) tartották. A munkálatok Jancsó Miklós aktív segédletével zajlottak, de végül a kecskeméti bemutatóból nem lett semmi. 1985 végén mindenesetre "Kisfokozat" alcímmel megjelent egy előzetes kislemez, rajta két dallal ("Lenni vagy nem lenni" és "Iszákos a nevünk"). Ekkor a Gropius Társulat (a Rock Színház gyermekszínházi és stúdiótagozata) vette szárnyai aál a projektet.
Mivel a dalok szerzésében ők közreműködtek, így ironikus módon ez a lemez nevezhető technikailag az első, lemezen is megjelent Beatrice-albumnak. A "Prológus" és az "Epilógus" lényegében egy régi Beatrice-dal, a "Párbaj" átirata. A szövegek az Arany János fordítása alapján készített eredeti Shakespeare-műből vannak, azonban Nagy Feró szabadon bánt velük, és nem mindig ott jelentek meg, ahol a darabban is. Ezek a szövegek sokszor áthallásos kontextusba kerülrek a korabeli politikai viszonyok közt ("Rohad az államgépben valami", "Nem mindig a vesztes a gyengébb", "Minden ütést állnom kell" stb.) Az "Ofélia beárulá Hamletet" című tétel pedig jól hallhatóan egy Pink Floyd-átirat.
Eredetileg másfél órás, dupla lemezes kiadvány készült volna, azonban az MHV nem engedélyezte ezt, csak egy negyvenperces vágott verzió jelenhetett meg belőle.
A darab ősbemutatóját (más színészekkel, mint akik a lemezen énekelnek) 1987. január 30-án tartották az Egyetemi Színpadon, Katona Imre rendezésében. A maga korában nem lett egy nagy siker, nem találta meg a maga közönségét, a Beatrice rajongói számára pedig nehezen befogadható volt, így aztán hamar le is került a műsorról és évtizedekig nem játszották. 2025-ben a Sicc Production előadásában állították újra színpadra, Krasznai Vilmos rendezésében és Nádasdy Ádám prózai fordítását is felhasználva.
A 2018-as újrakiadáson mind a nagylemezt, mind a kislemezt digitálisan újrakeverték, a bookletbe pedig bekerültek képek és plakátok az eredeti színházi előadásról, valamint a 20 kockás miniképregény, amely a történet értelmezésében segít.

## Számok listája

### Eredeti nagylemez
- A1: Prológus / Ki az? (6:03)
- A2: Iszákos a nevünk / Gyarlóság, asszony a neved (5:48)
- A3: Monológ / Hamlet elutasítá Oféliát / Ha király sóhajt (8:30)
- B1: Rút az én bűnöm, vérgyilkolás (3:53)
- B2: Ofélia beárulá Hamletet / A hamis levél / Polonius halála (6:53)
- B3: Ofélia megfojtása (1:55)
- B4: Mi bajod, Laertes? / Vívás I. / Gertrúd halála / Vívás II. / Claudius halála / Laertes halála (4:44)
- B5: Rosenstern-Guildenkrantz szoborrá avatá Hamletet / Külhoni figyelmeztetés / Epilógus (1:40)

### CD és streaming kiadás
1. Prológus (2:01)
2. Ki az? (4:02)
3. Iszákos a nevünk (3:18)
4. Gyarlóság, asszony a neved (2:30)
5. Monológ (3:30)
6. Hamlet elutasítá Oféliát (2:11)
7. Ha király sóhajt (2:49)
8. Rút az én bűnöm, vérgyilkolás (3:53)
9. Ofélia beárulá Hamletet (3:49)
10. A hamis levél (1:27)
11. Polonius halála (2:37)
12. Ofélia megfojtása (1:55)
13. Mi bajod, Laertes? (0:50)
14. Vívás I. (1:03)
15. Gertrúd halála (0:27)
16. Vívás II. (1:25)
17. Claudius halála (0:36)
18. Laertes halála (0:23)
19. Rosenstern-Guildenkrantz szoborrá avatá Hamletet (0:36)
20. Külhoni figyelmeztetés (0:27)
21. Epilógus (0:37)
22. Lenni, vagy nem lenni  (kislemezváltozat) (4:19)
23. Iszákos a nevünk (kislemezváltozat) (3:55)

### Kislemez
- A: Lenni vagy nem lenni (4:19)
- B: Iszákos a nevünk (3:55)

## Közreműködtek

### Nagylemez
- Nagy Feró (zene, Hamlet)
- Szilágyi Maja (Gertrúd)
- Nyeső Mária (Ofélia)
- Vass Péter (Polonius, Laertes)
- Kaszás Attila (Claudius)
- Lugossy László (szólógitár)
- Miklóska Lajos (basszusgitár, Rosenstern-Guildenkrantz)
- Zsoldos Tamás (basszusgitár)
- Donászy Tibor (dobok)
- Nagy Zoltán (dobok)
- Zakariás István (hangmérnök)
- Peterdi Péter (zenei munkatárs)
- Nagy Gyula (grafika)
- Fónagy Adrienn, Rokob Péter (fényképek)

### Kislemez
- Nagy Feró (zene, ének)
- Angyal Tivadar, Bach Szilvia, Donászy Tibor, Dévényi Ádám, Róbert György, Lugossy László, Trunkos András, Tóth Csaba
- Bernáth (Y) Sándor (lemezborító)
- Balogh Csilla, Mándy Ildikó, Ábrahám Erzsébet (Okker Sziszterz - Női Lépték) (vokál)
- Küronya Miklós (hangmérnök)
- Malgot István, Miklóska Lajos, Vitray Tamás, Waszlavik Gazember László (külön köszönet)
- Lengyel László (fényképek)

## Forráshivatkozások
1. ↑  Különleges kislemezek – Nagy Feró: Hamlet (kisfokozat). Volt egyszer egy beatkorszak. (Hozzáférés: 2025. augusztus 19.)
2. ↑  Administrator: Nagy Feró: Hamlet - Shock! (hu-HU nyelven). Shockmagazin. (Hozzáférés: 2025. augusztus 19.)
3. ↑  Nagy Feró Hamletjén nem fogott az idő (magyar nyelven). kultura.hu, 2025. március 27. (Hozzáférés: 2025. augusztus 19.)
4. ↑  Nagy Feró - Hamlet - 2018 (magyar nyelven). Fémforgács, 2018. december 14. (Hozzáférés: 2025. augusztus 19.)
5. ↑  Megjelent CD-n Nagy Feró 'Hamlet' zeneanyaga (magyar nyelven). Rockbook.hu, 2018. szeptember 1. (Hozzáférés: 2025. augusztus 19.)
6. ↑  Mezofi, Coding:: Nagy Feró - Hamlet CD -  N, NY - CD (magyar)  - Rock Diszkont - 1068 Budapest, Király u. 108.. rockdiszkont.hu. [2024. augusztus 11-i dátummal az eredetiből archiválva]. (Hozzáférés: 2025. augusztus 19.)
7. ↑  Noémi, Sümegi: Nagy Ferót alaposan meglepték, meg is hatódott rendesen (magyar nyelven). index.hu, 2025. január 15. (Hozzáférés: 2025. augusztus 19.)
8. ↑  Sicc Production - Nagy Feró Hamlet • Akvárium (hu-HU nyelven). Akvárium. (Hozzáférés: 2025. augusztus 19.)